# عبد الواحد التطواني
عبد الواحد التطواني، ولد في تطوان، المغرب، في 12 مارس 1944 هو مطرب وعازف وموسيقي مغربي. يعد أحد الرواد المتميزين في الموسيقى المغربية لذلك لقب كنار المغرب الأقصى أو مطرب الملوك.

## النشأة
ولد بدرب اللبادي حي سيدي السعيدي بالمدينة القديمة من عائلة تطوانية معروفة بالمدينة، من والد حلاق عسكري بالحرس الخليفي لمدينة تطوان، وإسمه الحقيقي عبد الواحد بن عبد الكريم بن الهاشمي بن عبد القادر كريكش.
ترعرع الفنان عبد الواحد التطواني في جو موسيقي فوالده كان يحيي مرة كل أسبوع أمسية موسيقية للطرب الأندلسي والموسيقى العربية وكان يردد مع والده مقطوعات للشيخ أبو العلا، سلامة الحجازي، الشيخ حنطور، أمين الحسنين، صالح عبد الحي، عبده السروجي، السيد درويش أم كلثوم وكامل الخلعي وغيرهم.
إضافة لأن جده الحاج الهاشمي كريكش كان أول من فتح دكانا لكراء الفونوغراف بالسوق الفوقي للحي القديم في مدينة تطوان وهذا ماساعده على التعرف عن قرب عن كل هذه الأصوات التي ذكرت.

## مسيرته المهنية
بدأ دراسته بكتاب قرآني عند فقيهه سيدي الحسني بحي سيدي السعيدي ثم الفقيه حريرة بحي النيارين ثم مدرسة البعثة الفرنسية بحي التشريتشار، وعند نفي محمد الخامس على يد السلطات الفرنسية قرر جده إبعاده من المدرسة الفرنسية ليلتحق بمدرسة المعهد الحر ثم الأهلية الحسنية. تولى بعدها تكوينه الموسيقي الأولي لدى كل من الفنان عبد السلام السعيدي والفنان سلام الدريدب والفنان أحمد الشنتوف  بالمعهد الموسيقي لمدينة تطوان لمدة 7 سنوات.
عرف بمدينة تطوان بلقب الفنان الصغير لاشتغاله في إحياء حفلات الأعراس مع أساتذة ومشايخ الموسيقى الأندلسية كالأساتذة أحمد الدريدب محمد القفل وسلام الدريدب كما لعب بملهى الديك الذهبي للفنان الأسطورة سليم الهلالي.
هذا الاحتكاك القوي للفنان عبد الواحد التطواني جعله مؤهلا للتعامل مع أكبر الملحنين الذين يعتبرون البصمة القوية في تاريخ الأغنية المغربية أمثال الموسيقار عبد القادر الراشدي، محمد بن عبد السلام، العربي الكوكبي، الملحن عبد الله عصامي، الحبيب الإدريسي، محمد صادقي مكوار، عبد الرفيع الشنقيطي، وغيرهم من الملحنين المغاربة الكبار، إضافة إلى مجموعة كبيرة من الشعراء المغاربة أمثال أحمد الطيب العلج، فتح الله المغاري، علي الحداني، مصطفى بغداد، جمال الدين بنشقرون، محمد شهرمان، عمر التلباني وغيرهم من الشعراء المغاربة الكبار، ناهيك عن مجموعة جميلة من باكورة ألحانه الذي قام بغنائها بنفسه أو أسندها لمجموعة من الفنانين المغاربة كسعاد محمد ونادية أيوب، فاطمة مقدادي، أمال عبد القادر، حياة الإدريسي، محمد علي، نزهة الشعباوي، البشير عبدو، عزيزة ملاك، رشيدة طلال وغيرهم من المطربين.
عايش وجايل ومارس ضمن كل الأجواق الرسمية بدون إستثناء عدا الجوق الجهوي للدار البيضاء الذي سجل له فقط بعض الأغاني.ليلتحق في سنة 1960 بالجوق الوطني للإذاعة و التلفزة المغربية.
لكن ٱنطلاقة مشواره الغنائي الحقيقية بدأت سنة 1962 بافتتاحه للبث التلفزي للإذاعة والتلفزة المغربية بأغنية علاش ياغزالي ليكون أول وجه فني يفتتح البث التلفزي مع الفنانة الحاجة الحمداوية، ٱلتحق بعدها بجوق إذاعة طنجة سنة 1964 مع الراحل عبد القادر الراشدي لكنه مالبث أن انتقل إلى جوقي فاس ومكناس الجهويين.
في 3 مارس 1968 التحق كمطرب بالجوق الملكي بأمر من الحسن الثاني، وكان المطرب المغربي الوحيد الذي حضر أحداث محاولة انقلاب الصخيرات الفاشل سنة 1971.

## تشريفات وأوسمة
- حائز على وسام الاستحقاق الوطني الملكي
- عضو بالمكتب المغربي لحقوق المؤلفين
- حاصل على عضوية ملحن بالشركة العلمية لحقوق التأليف (فرنسا)
- رئيس الجمعية المغربية لدعم العمل الثقافي والاجتماعي
- رئيس شرفي لرابطة الشعر الغنائي بالمغرب
- يتكلم لغتين أجنبيتين الإسبانية والفرنسية.

## أعماله
للفنان عبد الواحد التطواني مساهمات في التمثيل المسرحي:
- 1967 : شارك بدور البطولة في مسرحية «بناة الوطن» وهي أول أوبريت مغربية بعد الاستقلال مع كبار المسرحيين.
- 1997 : «شجرة الأوفياء» مسرحية غنائية وطنية مع الفرقة الوطنية لمسرح محمد الخامس.
- 1998 : «الأبطال» مسرحية غنائية وطنية مع الفرقة الوطنية لمسرح محمد الخامس.
- 1998 : المسرحية الغنائية «هبل تربح» مع فرقة مسرح النخيل المراكشية